# Samtredia
Samtredia (tiếng Gruzia: სამტრედია là thành phố lớn thứ 8 của Gruzia, thuộc vùng Imereti. Thành phố có dân số 25.318 người (năm 2014). Samtredia nằm ở một vùng đất thấp giữa các sông Rioni và Tskhenis-Tsqali, 244 km về phía tây Tbilisi, và 27 km về phía tây Kutaisi. Tuyến đường bộ và đường ray quan trọng nhất Gruzia hội tụ ở thành phố này, khiến Samtredia là trung tâm vận tải quan trọng của quốc gia này. Sân bay Kopitnari có cự ly 10 km so với Samtredia. Khí hậu khu vực là cận nhiệt đới ẩm với mùa đông ấm và ôn hòa, mùa hè nóng.

## Khí hậu
| Dữ liệu khí hậu của Samtredia           | Dữ liệu khí hậu của Samtredia | Dữ liệu khí hậu của Samtredia | Dữ liệu khí hậu của Samtredia | Dữ liệu khí hậu của Samtredia | Dữ liệu khí hậu của Samtredia | Dữ liệu khí hậu của Samtredia | Dữ liệu khí hậu của Samtredia | Dữ liệu khí hậu của Samtredia | Dữ liệu khí hậu của Samtredia | Dữ liệu khí hậu của Samtredia | Dữ liệu khí hậu của Samtredia | Dữ liệu khí hậu của Samtredia | Dữ liệu khí hậu của Samtredia |
| Tháng                                   | 1                             | 2                             | 3                             | 4                             | 5                             | 6                             | 7                             | 8                             | 9                             | 10                            | 11                            | 12                            | Năm                           |
| --------------------------------------- | ----------------------------- | ----------------------------- | ----------------------------- | ----------------------------- | ----------------------------- | ----------------------------- | ----------------------------- | ----------------------------- | ----------------------------- | ----------------------------- | ----------------------------- | ----------------------------- | ----------------------------- |
| Cao kỉ lục °C (°F)                      | 21.8 (71.2)                   | 24.6 (76.3)                   | 28.8 (83.8)                   | 33.3 (91.9)                   | 35.7 (96.3)                   | 39.5 (103.1)                  | 41.1 (106.0)                  | 39.3 (102.7)                  | 36.5 (97.7)                   | 32.4 (90.3)                   | 29.5 (85.1)                   | 23.8 (74.8)                   | 41.1 (106.0)                  |
| Trung bình ngày tối đa °C (°F)          | 9.0 (48.2)                    | 9.7 (49.5)                    | 14.2 (57.6)                   | 20.7 (69.3)                   | 23.8 (74.8)                   | 27.4 (81.3)                   | 28.1 (82.6)                   | 28.7 (83.7)                   | 26.3 (79.3)                   | 21.9 (71.4)                   | 15.6 (60.1)                   | 11.0 (51.8)                   | 19.7 (67.5)                   |
| Trung bình ngày °C (°F)                 | 5.7 (42.3)                    | 6.0 (42.8)                    | 9.6 (49.3)                    | 14.9 (58.8)                   | 18.1 (64.6)                   | 22.0 (71.6)                   | 23.7 (74.7)                   | 23.9 (75.0)                   | 20.9 (69.6)                   | 16.7 (62.1)                   | 11.5 (52.7)                   | 7.5 (45.5)                    | 15.0 (59.1)                   |
| Tối thiểu trung bình ngày °C (°F)       | 2.3 (36.1)                    | 2.3 (36.1)                    | 4.9 (40.8)                    | 9.0 (48.2)                    | 12.5 (54.5)                   | 16.5 (61.7)                   | 19.3 (66.7)                   | 19.1 (66.4)                   | 15.6 (60.1)                   | 11.5 (52.7)                   | 7.3 (45.1)                    | 3.9 (39.0)                    | 10.4 (50.6)                   |
| Thấp kỉ lục °C (°F)                     | −11.4 (11.5)                  | −10.4 (13.3)                  | −9 (16)                       | −2.9 (26.8)                   | 3.2 (37.8)                    | 7.6 (45.7)                    | 12.0 (53.6)                   | 11.2 (52.2)                   | 5.8 (42.4)                    | 0.6 (33.1)                    | −2.5 (27.5)                   | −5.6 (21.9)                   | −11.4 (11.5)                  |
| Lượng Giáng thủy trung bình mm (inches) | 208.2 (8.20)                  | 136.4 (5.37)                  | 101.2 (3.98)                  | 79.0 (3.11)                   | 72.2 (2.84)                   | 105.0 (4.13)                  | 112.5 (4.43)                  | 117.9 (4.64)                  | 124.3 (4.89)                  | 140.0 (5.51)                  | 176.0 (6.93)                  | 185.8 (7.31)                  | 1.558,5 (61.34)               |
| Số ngày giáng thủy trung bình (≥ 1 mm)  | 14.8                          | 12.2                          | 11.0                          | 8.8                           | 9.4                           | 10.3                          | 9.1                           | 8.3                           | 8.7                           | 9.0                           | 12.5                          | 13.5                          | 127.6                         |
| Nguồn 1:                                |                               |                               |                               |                               |                               |                               |                               |                               |                               |                               |                               |                               |                               |
| Nguồn 2:                                |                               |                               |                               |                               |                               |                               |                               |                               |                               |                               |                               |                               |                               |

## Người nổi tiếng
- Kakha Kaladze - Thị trưởng đương nhiệm của Tbilisi, cựu hậu vệ của Dynamo Kyiv, A.C. Milan và cựu đội trưởng đội tuyển bóng đá quốc gia Gruzia.
- Andrea Razmadze - Nhà toán học, đồng sáng lập Đại học Quốc gia Tbilisi.